# 태양의 눈물 (노래)
〈태양의 눈물〉(일본어: 太陽のナミダ 타이요노나미다[*])은 NEWS의 8번째 싱글이다.

## 개요
- 〈NEWS CONCERT TOUR pacific 2007-2008〉의 도쿄 돔 공연에서 첫 피로되어 발매가 발표되었다.
- 또, 야마시타 토모히사 주연 영화 《쿠로사기》 주제가로도 사용되고 있다.
- 태양의 눈물의 PV에서는 마지막에 야마시타가 “매번 감사”(毎度あり 마이도아리[*])라고 말하고 (山)(P)라고 쓰여진 종이컵으로 눈을 가린다.
- 2월 22일 생방송인 TV 아사히 계열 《뮤직 스테이션》에서 물을 쓰는 등 기발한 피로를 했다.
- 오리콘 주간 차트 첫 등장 1위를 획득해, 오리콘 통산 1050곡째의 1위가 되었다. 또, 메이저 데뷔 싱글 〈희망~Yell~〉이후 계속되는, 첫 등장 1위의 기록은 8작 연속이 되었다.

## 수록곡

### 초회 생산 한정반
1. 太陽のナミダ / 태양의 눈물
작사·작곡: 카와노 미치오 / 편곡: m-takeshi
  - 야마시타 토모히사 주연 영화 《영화 쿠로사기》주제가
2. 美しすぎて Beautiful Eyes / 정말 아름다워서 Beautiful Eyes
작사: 이쥬인 시즈카 / 작곡: Shusui, Peter Hallstrom / 편곡: 아베 쥰
3. バンビーナ / 밤비나
작사: 마츠무라 류지 / 작곡·편곡: Shusui, Martin Ankelius, Henrik Andersson-Tervald
4. 太陽のナミダ （オリジナル・カラオケ）

사양·봉입 특전
- 6면 12페이지 자켓

### 통상반
1. 太陽のナミダ / 태양의 눈물
2. 美しすぎて Beautiful Eyes / 정말 아름다워서 Beautiful Eyes
3. Lady Spider
작사: 키즈키 미히로 / 작곡·편곡: m-takeshi

사양·봉입 특전
- 6면 12페이지 자켓